# Challenger de Aix-en-Provence 2024
El torneo Open Aix Provence 2024 fue un torneo de tenis perteneció al ATP Challenger Tour 2024 en la categoría Challenger 175. Se trató de la 11ª edición; el torneo tuvo lugar en la ciudad de Aix-en-Provence (Francia), desde el 30 de abril hasta el 5 de mayo de 2024 sobre pista de tierra batida al aire libre.

## Jugadores participantes del cuadro de individuales
| Preclasificado | País                      | Jugador                 | Rank1 | Posición en el torneo |
| 1              | Bandera de Francia        | Adrian Mannarino        | 20    | Segunda ronda         |
| 2              | Bandera de Argentina      | Tomás Martín Etcheverry | 27    | Cuartos de final      |
| 3              | Bandera de Chile          | Alejandro Tabilo        | 38    | CAMPEÓN               |
| 4              | Bandera vacío             | Roman Safiullin         | 42    | Semifinales           |
| 5              | Bandera de Estados Unidos | Marcos Giron            | 51    | Primera ronda         |
| 6              | Bandera de España         | Pedro Martínez          | 55    | Primera ronda         |
| 7              | Bandera de Kazajistán     | Alexander Shevchenko    | 59    | Segunda ronda         |
| 8              | Bandera de Australia      | Aleksandar Vukic        | 62    | Primera ronda         |

- 1 Se ha tomado en cuenta el ranking del 22 de abril de 2024.

### Otros participantes
Los siguientes jugadores recibieron una invitación (wild card), por lo tanto ingresan directamente al cuadro principal (WC):
- Térence Atmane
- Adrian Mannarino
- Stan Wawrinka

Los siguientes jugadores ingresan al cuadro principal tras disputar el cuadro clasificatorio (Q):
- Facundo Bagnis
- Mikhail Kukushkin
- Felipe Meligeni Alves
- Valentin Vacherot

## Campeones

### Individual Masculino
- Alejandro Tabilo derrotó en la final a  Jaume Munar por 6–3, 6–2

### Dobles Masculino
- Luke Johnson /  Skander Mansouri  derrotaron en la final a  Diego Hidalgo /  Cristian Rodríguez por 6–3, 6–3